# ليفي تران
ليفي تران هي ممثلة وعارضة أمريكية ولدت في 16 نوفمبر 1983.